# Ivan Kožarić
Ivan Kožarić (Petrinja, 10. lipnja 1921. – Zagreb, 15. studenoga 2020.), bio je ugledni hrvatski kipar, član HAZU i član grupe Gorgona.

## Životopis
Kiparstvo na Akademiji likovne umjetnosti u Zagrebu upisuje 1943., a diplomira 1947. Od 1943. do 1945. bio je pripadnik prosvjetničke bojne koju je vodio slikar Josip Horvat Međimurec. Godine 1949. završava specijalku kod prof. Antuna Augustinčića. Izlagati počinje 1953. godine, a samostalno izlaže od 1955. godine.
Godine 1959./1960. Kožarić nekoliko mjeseci boravi u Parizu kao stipendist Fonda Moša Pijade. To je razdoblje vrlo važno za njegovo bolje upoznavanje s europskom umjetnošću, ali i za provjeru vlastitih kreativnih potencijala. Posredstvom francuskog kritičara Jacques Lassaignea, koji ga posebno uvažava, surađuje s Galerijom Maguy čiji mu vlasnik otkupljuje više radova. Unatoč povoljnim okolnostima i mogućnosti ostanka u Parizu, Kožarić se vraća u Zagreb odlučivši karijeru nastaviti u domovini. Početkom šezdesetih Kožarić je član neformalne grupe Gorgona, zajedno sa slikarima Marijanom Jevšovarom, Julijem Kniferom, Đurom Sederom i Josipom Vaništom, arhitektom Miljenkom Horvatom,  povjesničarem umjetnosti i konceptualnim umjetnikom Dimitrijem Bašičevićem Mangelosom, te kritičarima  Matkom Meštrovićem i Radoslavom Putarom.
Izlagao je na mnogim važnim međunarodnim izložbama kao što su primjerice Veneciji (1976.) i Biennale u Sao Paolu (1979.). Djela mu se nalaze u brojnim privatnim zbirkama, kao i u muzejima u zemlji i svijetu. Zastupljen je u antologijama svjetske i europske skulpture (Michel Seuphor: La sculpture de ce siecle; Nouveau dictionnaire de la sculpture moderne, izdanje Fernand Hazan, 1970.). Više njegovih skulptura trajno je postavljeno u vanjskim prostorima među kojima i one najpoznatije, spomenik A.G. Matošu i Prizemljeno sunce u Zagrebu (dio Zagrebačkog Sunčevog sustava). Izlagao je na šezdesetak samostalnih i oko dvije stotine skupnih izložba, u zemlji i inozemstvu.
Grad Zagreb je 2007. u cijelosti otkupio Kožarićev atelijer (više od 6000 eksponata) i povjerio ga na čuvanje i pohranu Muzeju suvremene umjetnosti u Zagrebu.

## Nagrade i priznanja
Dobitnik je brojnih nagrada za svoj rad. Posljednju, Nagradu "Vladimir Nazor" za životno djelo, dobio je 1997. godine. Iste godine postao je i redovni član Hrvatske akademije znanosti i umjetnosti.

## Galerija slika
- Antun Gustav Matoš na Strossmayerovu šetalištu u Zagrebu
- Hodač na riječkom Korzu
- Prizemljeno sunce  u Bogovićevoj ulici u Zagrebu.

## Vanjske poveznice
Biografska stranica HAZU  Arhivirana inačica izvorne stranice od 26. rujna 2020. (Wayback Machine)